# カオス的インフレーション
カオス的インフレーション（カオスてきインフレーション）とは、宇宙のインフレーションのモデルの一つ。1983年にソ連のアンドレイ・リンデが提唱した。これによると、多元宇宙論におけるそれぞれの宇宙が急速な膨張を続けながら互いから離れ続けているため、光速で移動できたとしても他の宇宙に行くことは決してできないという。そのようなインフレーションは宇宙誕生直後の空間の量子的なもつれによって発生したと考えられている。